# Bengt Bedrup
Bengt Erik Helge Bedrup, ursprungligen Nilsson, född 10 juni 1928 i Katarina församling, Stockholms stad, död 27 mars 2005 i Barkarby församling, Stockholms län, var en svensk journalist, TV-personlighet och alkoholinformatör. 

## Biografi
Bengt Bedrup föddes 1928 på Maria Prästgårdsgata på Södermalm i Stockholm. Han började sin journalistbana som 17-åring på Värmlands-Posten i Kristinehamn. Därefter (1945) var han verksam på tidningen Norra Skåne i Hässleholm och sedan på Expressen i Malmö. 1956 började han på Sveriges Radio och gick till Sveriges Television 1958. Under TV:s genombrott som medium i början av 1960-talet blev han riksbekant som sportjournalist. Tillsammans med Bengt Grive var han och Sven "Plex" Petersson de första som anställdes på SVT:s sportredaktion, när den startades 1960. Utöver denna insats var han även tillsammans med Gun Hägglund programledare för friskvårdsprogrammet Träna med TV. Under många år var Bengt Bedrup också programledare för det fem minuter korta sportprogrammet Sport ni minns och var också en av programledarna för underhållningsprogrammet Zick Zack i SVT. Han var också den drivande personen bakom TV-laget i fotboll som spelade in många miljoner kronor till välgörenhet. Förutom som lagledare för TV-laget fungerade han också som underhållande speaker under TV-lagets matcher.
1980 blev han intervjuad av Lasse Holmqvist i TV-programmet Här är ditt liv, där han blev överrumplad och hade trott att han bara skulle vara gäst när Bosse Parnevik porträtterades, en klassisk episod i svensk TV-historia. I detta program blev hans tidvis svåra alkoholproblem offentliggjorda, något som senare grundlade ett omfattande arbete från hans sida i dessa frågor, bland annat hans TV-serie om alkoholism, Torra fakta. Han var värd i radioprogrammet Sommar 1992.
Han tog namnet Bedrup när han började som reporter på Expressen i Malmö, inspirerad av kollegan Karl Anders Adrup. Lennart Carlsson bytte också namn, till Lennart Cedrup.
Bedrup avled i mars 2005. Han hade då lidit av den neurologiska sjukdomen Parkinson i flera år. Han efterlämnade hustrun Margareta Bedrup. Han bodde de sista åren på ett äldreboende i Järfälla kommun. Bedrup är begravd på Bromma kyrkogård.
Han var gift med Margareta Bedrup och bror till Expressen-journalisten Björn Nilsson. Bengt Bedrup är far till prästen Mikael Bedrup och Viveca Bedrup Nilsson.

## Programledare

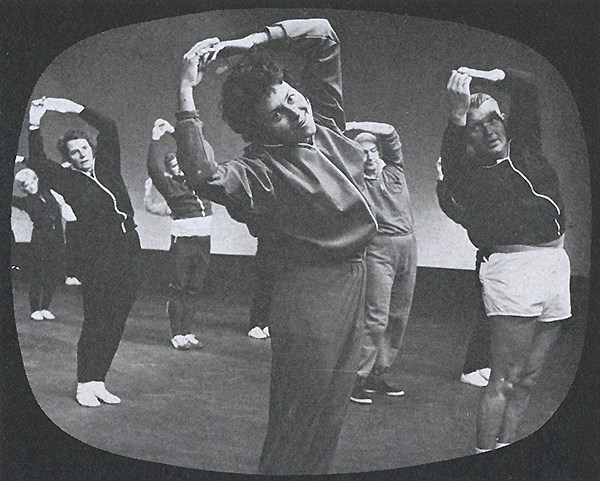
Träna med TV 1967.
Bengt Bedrup längst till höger. Gun Hägglund i mitten.

TV-program som Bedrup var programledare för:
- 1980 - Melodifestivalen 1980
- 1981 - Ringside (frågesport)
- 1981 - Träna med TV (1981-1982) (friskvård)
- 1982 - Waxholm Ettan (underhållning)
- 1983 - Världens Lördag (underhållning)
- 1985 - Motiomera (friskvård)
- 1986 - Torra fakta (alkoholism)
- 1988 - Gumping (friskvård)